# منطقة وصاية بريبيس
منطقة وصاية بريبيس (بالإندونيسية: Kabupaten Brebes
)‏ هي منطقة وصاية تقع في مقاطعة جاوة الوسطى بإندونيسيا. يقدر عدد سكانها في 2014 بـ 1,755,136 نسمة ومساحتها 1902.37 كم2. عاصمتها هي مدينة بريبيس تقع في شمال شرق منطقة وصاية بريبيس.